# Kalliapseudes struthi
Kalliapseudes struthi is een naaldkreeftjessoort uit de familie van de Kalliapseudidae. De wetenschappelijke naam van de soort is voor het eerst geldig gepubliceerd in 2005 door Bamber.